# Francisco Zarco, Rodeo
Francisco Zarco är en ort i Mexiko.   Den ligger i kommunen Rodeo och delstaten Durango, i den centrala delen av landet, 800 km nordväst om huvudstaden Mexico City. Francisco Zarco ligger 1 477 meter över havet och antalet invånare är 226.
Terrängen runt Francisco Zarco är lite kuperad. Runt Francisco Zarco är det mycket glesbefolkat, med 6 invånare per kvadratkilometer. Närmaste större samhälle är Rodeo, 17,7 km norr om Francisco Zarco. Omgivningarna runt Francisco Zarco är i huvudsak ett öppet busklandskap.